# Lawrence C. Phipps

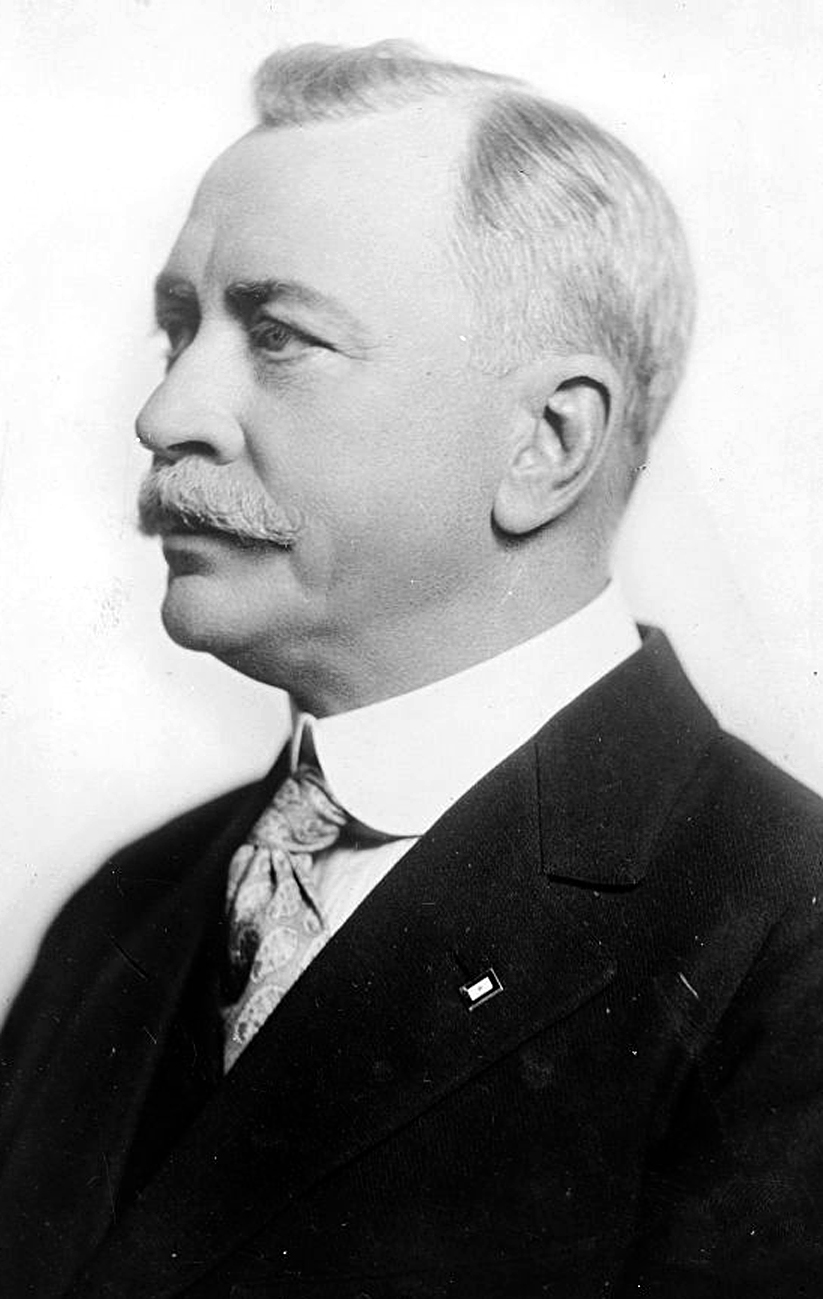
Lawrence C. Phipps

Lawrence Cowle Phipps  (* 30. August 1862 in Amityville, Berks County, Pennsylvania; † 1. März 1958 in Santa Monica, Kalifornien) war ein US-amerikanischer Politiker (Republikanische Partei), der den Bundesstaat Colorado im US-Senat vertrat.

## Leben
Lawrence Phipps wuchs in Pittsburgh auf, wo er bei der Carnegie Steel Company als Schreiber tätig war. Sein Onkel Henry Phipps war der zweitgrößte Anteilseigner des Unternehmens. Er wurde schließlich ihr Vizepräsident. Er verließ im Jahr 1901 das Unternehmen und zog nach Denver, wo er als Investor aktiv war und wurde 1913 zum Präsidenten der Colorado Taxpayers’s Protective League gewählt (ähnlich dem Bund der Steuerzahler). 
Im Jahr 1918 besiegte Phipps bei den Wahlen zum Senat der Vereinigten Staaten den demokratischen Amtsinhaber John F. Shafroth. 1920 vertrat er als Delegierter Colorado auf der Republican National Convention. Phipps wurde 1924 mit dem einprägsamen Slogan „Eine Stimme für Lawrence C. Phipps ist ein weiteres Votum für Coolidge“ wiedergewählt. Er stand von 1924 bis 1926 dem United States Senate Committee on Education and Labor vor. 1930 trat er nicht zur Wiederwahl an.
Zwischen 1931 und 1933 bauten Senator Phipps und seine dritte Frau Margaret die Phipps Estate, um Arbeitsplätze während der Great Depression zu schaffen. Margaret Phipps spendete im Jahre 1964 die Villa und das Grundstück der University of Denver. Heute sind sie jeweils das Margaret Rogers Phipps House und das Lawrence C. Phipps Memorial Conference Center.